# آمی کوندو
آمی کوندو (انگلیسی: Ami Kondo؛ زادهٔ ۹ مهٔ ۱۹۹۵) جودوکار اهل ژاپن است.